# ToteKing & Shotta
ToteKing & Shotta, grupo sevillano, integrado por Manuel González Rodríguez (ToteKing) como MC y por su hermano Ignacio González Rodríguez (Shotta) como MC. 

## Biografía

### ToteKing
La carrera en solitario de ToteKing se inició con una maqueta titulada "Big King XXL", con colaboraciones de Shotta, Jefe de la M, Keyo o Zatu, de SFDK. Pronto fichó por el sello "Yo gano" para editar su primer disco en solitario. Este disco estaba planteado para tener muchas colaboraciones vocales, pero debido a la apretada agenda no pudo realizarse así y tuvo que apoyarse en su hermano Shotta, por lo que el disco salió con el nombre artístico de "Toteking & Shotta" titulándose "Tu madre es una foca".
Previo a la salida del disco se publicó un maxi adelanto titulado "Nada pa mi", con el tema que da título al maxi además de "Sé", incluido también en su LP. El estilo fresco, directo e innovador que demuestra ToteKing en este disco le sirvió para alzarse como ganador del premio Hip-hop Nation al mejor Mc revelación de 2002.

### Shotta
Este rapero sevillano está caracterizado por tener un estilo enfermo y alocado. Su nombre artístico se lo puso su hermano derivándolo de "chota", sinónimo de cabeza.
Su salto a la escena hip hop profesional fue en una colaboración en el disco debut de Triple XXX. Sin embargo, se dio a conocer en el disco "Tu madre es una foca" que publicó con su hermano Tote King. Este disco estaba pensado como el disco debut de Tote, que contaría con abundantes colaboraciones, pero debido a problemas económicos del sello se hizo inviable y acabó apoyándose en Shotta. De esta manera el disco salió con el nombre artístico de "Toteking & Shotta"

### La vuelta de Toteking & Shotta: Héroe
El 9 de abril de 2012 Toteking & Shotta anuncian que están trabajando en un nuevo álbum conjunto. Mientras tanto, presentarán sus trabajos en solitarios el próximo mes de junio en Uruguay y Argentina países que visitan por primera vez, y finalizan la gira en Santiago de Chile a donde regresan después de su última visita en el 2006.
Pasada la mitad del año, ToteKing & Shotta anuncia el título del próximo trabajo: Héroe, que saldrá el 30 de octubre de 2012 y que estará compuesto por 16 tracks. El 25 de septiembre lanzan el primer sencillo y videoclip del álbum: Mi política. Además, para los suscritos a su página, regalan el tema Gordos, con Gordo Master. 
El 16 de octubre lanzan el segundo sencillo, también acompañado de videoclip, esta vez del tema Sanse, producido por Frank-T. Como último sencillo con videoclip, lanzan el 8 de enero de 2013 Muchas gracias, con Swan Fyahbwoy.

## Discografía
| Año  | Formato | Título               | Discográfica / Sello |
| ---- | ------- | -------------------- | -------------------- |
| 2002 | Maxi    | Nada pa mí           | Superego             |
| 2002 | LP      | Tu madre es una foca | Superego             |
| 2012 | LP      | Héroe                | SonyMusic            |